# Heinrich von Kittlitz
O barão Friedrich Heinrich Freiherr von Kittlitz  (Breslau, 16 de fevereiro de 1799 — Mogúncia, 10 de abril de 1874) foi um naturalista, artista e explorador alemão. 

## Biografia
É  descendente  de uma antiga família nobre prussiana "Freiherr" , que significa literalmente "senhor independente", uma linhagem de barões. Kittlitz fez  uma viagem ao redor do mundo entre 1826 e 1829 com a expedição russa Senjawin, sob  o comando do capitão Feodor Petrovich Lutke (1797-1882).  Kittlitz doou ao museu da Academia Russa das Ciências 754 espécimes de  314 espécies de  pássaros. Publicou, em 1844, Twenty-four Views of the Vegetation of the Coasts and Islands of the Pacific.
Kittlitz também viajou ao Norte da África em 1831 com o seu amigo Eduard Rüppell (1794-1884), mas teve de voltar para a  Alemanha devido a problemas de saúde. É durante esta viagem, enquanto esperava uma embarcação no Egito, que descobre o pássaro conhecido  atualmente  sob o nome de "borrelho-de-Kittli" ou "borrelho-do-gado", Charadrius pecuarius. 

## Lista parcial de publicações
- Kupfertafeln zur Naturgeschichte der Vögel (Frankfurt, 1832).
- 24 Vegetationsansichten von den Küstenländern und Inseln des Stillen Ozeans (Wiesbaden, 1845-1852).
- Vegetationsansichten aus den westlichen Sudeten (Frankfurt, 1854).
- Naturszenen aus Kamtschatka.
- Bilder vom Stillen Ozean.
- Denkwürdigkeiten einer Reise nach dem russischen Amerika, nach Mikronesien und durch Kamtschatka (Gota, 1858, 2 volumes).
- Psychologische Grundlage für eine neue Philosophie der Kunst (Berlim, 1863).
- Schlußfolgerungen von der Seele des Menschen auf die Weltseele (Mogúncia, 1873).